# 新西蘭腔吻鱈
新西蘭腔吻鱈，為輻鰭魚綱鱈形目鼠尾鱈科的其中一種，分布於西南太平洋紐西蘭及澳洲海域，屬深海底棲性魚類，深度554-1463公尺，本魚眼大、吻長而尖，頭部脊狹窄且銳利，體色土黃色，嘴及鰓腔為黑色，體長可達32公分，棲息在底層水域，以腹足類、多毛類等為食，生活習性不明。